# Питър Матисън
Питър Матисън (на английски: Peter Matthiessen) е американски писател.
Роден е на 22 май 1927 година в Ню Йорк в заможно семейство на архитект и природозащитник. Завършва Йейлския университет, след което се занимава с литература, живее в Париж, където участва в издаването на списанието „Перис Ревю“, като същевременно сътрудничи на Централното разузнавателно управление. Наред с художествената литература, пише и множество научнопопулярни книги.
Питър Матисън умира от левкемия на 5 април 2014 година в Сагапонак.